# Капер, Бронислав
Бронислав Капер (пол. Bronisław Kaper, англ. Bronislau Kaper; 5 февраля 1902[…], Варшава — 26 апреля 1983[…], Голливуд, Калифорния) — польский и американский композитор, написавшим более 150 партитур к голливудским фильмам. Он известен как соавтор популярных джазовых стандартов как «On Green Dolphin Street» и «Invitation». Первая была написана Капером в 1947 году (слова Неда Вашингтона), в качестве главной темы к фильму MGM под названием «Улица Грин Долфин», и позднее была записана такими артистами как Майлз Дэвис, Сара Воан, Джон Колтрейн, Тони Беннетт и Эрик Долфи. Вторая песня была написана в 1950 году, как тема для фильма «Её собственная жизнь», но получила известность два года спустя, уже со словами Пола Уэбстера, как главная тема фильма «Приглашение».

## Награды и номинации
Премия «Оскар»
- Лучший саундтрек для музыкальных картин («Шоколадный солдатик»; 1942) — Номинация
- Лучший саундтрек для драматических/комедийных картин («Лили»; 1954) — Победа
- Лучшая песня («Love Song from Mutiny on the Bounty (Follow Me)»; 1963) — Номинация
- Лучший саундтрек («Мятеж на „Баунти“»; 1963) — Номинация

Премия «Золотой глобус»
- Лучший саундтрек («Её собственная жизнь»; 1951) — Номинация
- Лучший саундтрек («Мятеж на „Баунти“»; 1963) — Номинация

Премия «Лорел»
- Лучшая песня («Братья Карамазовы»; 1958) — 4 место
- Лучший саундтрек («Домой с холма»; 1960) — 5 место
- Лучшая песня («Love Song»; 1963) — 1 место